# ماروین اوبوز
ماروین اوبوز (انگلیسی: Marvin Obuz؛ زادهٔ ۱۵ ژانویهٔ ۲۰۰۲) بازیکن فوتبال است.
وی همچنین در تیم‌های ملی فوتبال جوانان آلمان، و جوانان آلمان، و جوانان آلمان، و جوانان آلمان، بازی کرده‌است.